# Moritz Hartmann (calciatore)
Moritz Hartmann (Oberviechtach, 20 giugno 1986) è un calciatore tedesco, attaccante del Rhenania Bessenich.

## Caratteristiche tecniche
È un centravanti.

## Statistiche

### Presenze e reti nei club
Statistiche aggiornate al 20 aprile 2016.
| Stagione             | Squadra              | Campionato           | Campionato | Campionato | Coppe nazionali | Coppe nazionali | Coppe nazionali | Coppe continentali | Coppe continentali | Coppe continentali | Altre coppe | Altre coppe | Altre coppe | Totale | Totale |
| Stagione             | Squadra              | Comp                 | Pres       | Reti       | Comp            | Pres            | Reti            | Comp               | Pres               | Reti               | Comp        | Pres        | Reti        | Pres   | Reti   |
| -------------------- | -------------------- | -------------------- | ---------- | ---------- | --------------- | --------------- | --------------- | ------------------ | ------------------ | ------------------ | ----------- | ----------- | ----------- | ------ | ------ |
| 2006-2007            | Colonia II           | OL                   | 19         | 7          | -               | -               | -               | -                  | -                  | -                  | -           | -           | -           | 19     | 7      |
| 2007-2008            | Colonia II           | OL                   | 34         | 12         | -               | -               | -               | -                  | -                  | -                  | -           | -           | -           | 34     | 12     |
| ago. 2008-giu. 2009  | Colonia II           | RL                   | 27         | 11         | -               | -               | -               | -                  | -                  | -                  | -           | -           | -           | 27     | 11     |
| Totale Colonia II    | Totale Colonia II    | Totale Colonia II    | 80         | 30         |                 |                 |                 |                    |                    |                    |             |             |             | 80     | 30     |
| apr. 2009-mag. 2009  | Colonia              | BL                   | -          | -          | -               | -               | -               | -                  | -                  | -                  | -           | -           | -           | -      | -      |
| 2009-2010            | Ingolstadt 04        | 3L                   | 36+2       | 21+0       | CG              | 1               | 0               | -                  | -                  | -                  | -           | -           | -           | 37+2   | 21     |
| 2010-2011            | Ingolstadt 04        | 2L                   | 33         | 3          | CG              | 2               | 1               | -                  | -                  | -                  | -           | -           | -           | 35     | 4      |
| 2011-2012            | Ingolstadt 04        | 2L                   | 15         | 4          | CG              | 1               | 2               | -                  | -                  | -                  | -           | -           | -           | 16     | 6      |
| 2012-2013            | Ingolstadt 04        | 2L                   | 16         | 1          | -               | -               | -               | -                  | -                  | -                  | -           | -           | -           | 16     | 1      |
| ago. 2012-set. 2012  | Ingolstadt 04 II     | RL                   | 3          | 2          | -               | -               | -               | -                  | -                  | -                  | -           | -           | -           | 3      | 2      |
| 2013-2014            | Ingolstadt 04        | 2L                   | 24         | 7          | -               | -               | -               | -                  | -                  | -                  | -           | -           | -           | 24     | 7      |
| 2014-2015            | Ingolstadt 04        | 2L                   | 29         | 5          | -               | -               | -               | -                  | -                  | -                  | -           | -           | -           | 29     | 5      |
| 2015-2016            | Ingolstadt 04        | BL                   | 29         | 9          | CG              | 1               | 1               | -                  | -                  | -                  | -           | -           | -           | 30     | 10     |
| Totale Ingolstadt 04 | Totale Ingolstadt 04 | Totale Ingolstadt 04 | 182+2      | 50+0       |                 | 5               | 4               |                    |                    |                    |             |             |             | 187+2  | 54+0   |
| Totale carriera      | Totale carriera      | Totale carriera      | 265+2      | 82+0       |                 | 5               | 4               |                    |                    |                    |             |             |             | 270+2  | 86+0   |

## Palmarès
- Campionato tedesco di seconda divisione: 1

Ingolstadt: 2014-2015